# الورثورپ
الورثورپ (به انگلیسی: Alverthorpe) یک روستا در بریتانیا است که در یورک‌شر و هامبر واقع شده‌است.